# Tour du Salvador
Cet article concerne la course masculine. Pour la course féminine, voir Tour du Salvador féminin.
Le Tour du Salvador (ou Vuelta a El Salvador en espagnol) est une course cycliste par étapes disputée au Salvador. Il a fait partie de l'UCI America Tour entre 2005 et 2007, en catégorie 2.2. L'édition 2008 a été annulée. En 2012, la course féminine refait son apparition au calendrier UCI.

## Palmarès
| - 1964 : Armando Paniagua - 1965 : Juan Jose Pontaza - 1966-67 : non disputé - 1968 : Julio Patricio Merino - 1969-72 : non disputé - 1973 : Antonio Funes - 1974 : Fernando Moreno - 1975 : Pedro Acu Tura - 1976 : non disputé - 1977 : Arquímedes Jaén - 1978 : non disputé - 1979 : Roberto López - 1980 : non disputé - 1981 : Gregorio Rodríguez - 1982 : Carlos Aguilar - 1983 : Rafael Ernesto Chávez | - 1984 : Arsenio Chaparro - 1985 : Héctor Julio Patarroyo - 1986 : Julio Carlos Morales - 1987 : Jorge Landaverde - 1988 : Luis Pérez - 1989 : Jair Bernal - 1990 : Marcos Wilches - 1991 : Luis Fernando Lara - 1992 : Daniel Bernal - 1993 : Luis Cárdenas - 1994 : Fredy Núñez - 1995-2003 : non disputé - 2004 : Carlos Enrique Avalos - 2005 : Cameron Hughes (de) - 2006 : Gregorio Ladino - 2007 : Wilson Zambrano |